# 薩爾達傳說 黃昏公主 HD
《薩爾達傳說 曙光公主 HD》  是由任天堂企划制作本部和Tantalus Media共同開發并由任天堂发行的Wii U平台動作冒險遊戲，是薩爾達傳說系列中的其中一作。本作是2006年发售的GameCube和Wii双平台游戏《薩爾達傳說 黃昏公主》的高清復刻版本，於2016年3月4日发售，提升了画质并支持Amiibo。

## 遊戲概要
《薩爾達傳說 黃昏公主》遊戲和《薩爾達傳說 黃昏公主HD》的內容大致相同。和之前所有的薩爾達傳說遊戲一樣，玩家們控制著這個系列的主角，一個名叫林克的年輕劍客。在戰鬥中，林克主要使用劍和盾牌，弓箭，迴旋鏢和炸彈。
許多《薩爾達傳說 黃昏公主HD》中的遊戲玩法調整涉及到對Wii U GamePad 控制器的支持。控制器的觸摸屏顯示當前區域和林克的庫存地圖，讓玩家可以快速切換物品。可以使用Wii U GamePad 控制器的運動控制瞄準投射物; 通過携带模式遊戲只能在控制器上播放。通過按下觸摸屏上的按鈕，玩家可以更快速地在林克的人形和狼形之間切換。在Wii U的控制器專業版也支持。
掃描狼激活Amiibo角色將玩家角色傳送到稱為“陰影洞穴” 的Wii U專用挑戰迷宫探索，並可將數據傳送到薩爾達傳說。激活其他與薩爾達相關的Amiibo雕像有不同的功能：激活林克和Amiibo貓眼（薩爾達）林克會補充箭頭，激活薩爾達公主和Sheik Amiibo恢復健康，加儂Amiibo雕像林克會造成兩倍的傷害。
在陰影洞穴中，林克限制在狼的形態下與敵人對戰。與原始版本中可選的考驗洞穴類似，試驗期間恢復健康的機會很少。玩家在遊戲中前進時解鎖部分暗影之穴。
英雄模式，首先在《薩爾達傳說 天空之劍》中引入的更高難度設置，到《薩爾達傳說 黃昏公主HD》中。在英雄模式下激活加儂Amiibo時，通常需要的傷害量增加4倍。

## 開發

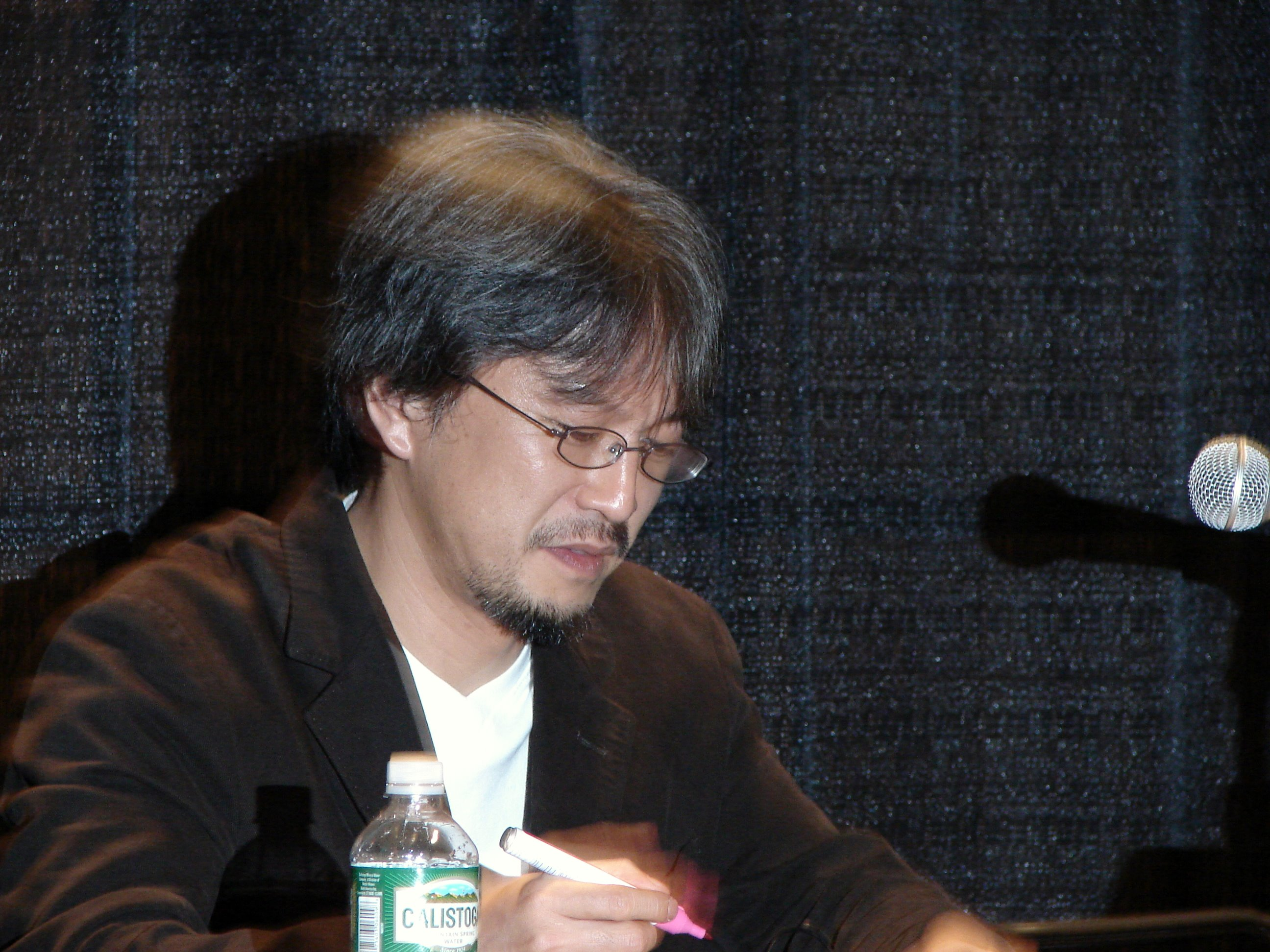
青沼英二，《薩爾達傳說 黃昏公主 HD》製作人，摄于2007年遊戲開發者大會

在由任天堂內部負責開發的《薩爾達傳說 風之律動 HD》發售後，薩爾達開發小組決定進行《黃昏公主》的復刻。當時，由於任天堂的開發人員專注於Wii U即將推出的《薩爾達傳說 曠野之息》，他們決定和外部開發商Tantalus Media合作開發《黃昏公主HD》。
根據青沼英二, 最初發行版和製作《薩爾達傳說 黃昏公主 HD》表示, 確保重新掌舵的人能夠利用控制器是該遊戲開發早期的焦點。由於兩個控制台控制器的按鈕佈局之間的相似性，GameCube版本中使用的控制方案適用於新製作人 。
青沼英二認為新製作人的水下遊戲顯著提升。其他增強功能還包括通過現代標準加快一些過時效果，這些過場效果似乎延長了並減少重複的遊戲元素，如在黃昏公主中收集光的淚。
保留原始感覺的承諾激發了一些設計決定，例如保持幀速率為每秒30幀。佐野友美,Wii U版本的副總監，圖形所需要的細化程度需要多加考慮：“當我們創建更精確的對像模型以獲得更高的分辨率時，我們發現一切都是如此清楚，我們失去了特別是在黃昏或森林中的光線下那柔和細膩的氣氛。

## 發布
《薩爾達傳說 黃昏公主HD》於2015年11月12日的任天堂直播會演示中宣布。於2016年3月4日在北美和於2016年3月10日日本發布。遊戲的一些捆綁包括狼人林克Amiibo小雕像。包含20個音樂選擇的CD在北美地區可用作GameStop預購獎金，並且包含在其他地區的限量版套裝中。2016年7月在日本發行了由遊戲中的108件組成的三碟原聲帶。
在第一週的《薩爾達傳說 黃昏公主HD》發布，在英國的第二最暢銷的遊戲，並發布在國內單一平台上最暢銷的遊戲。在首次亮相的日本第二暢銷遊戲，售出52,282份。相比之下，《薩爾達傳說 黃昏公主HD》在日本的第一周售出了30,264份。《薩爾達傳說 黃昏公主HD》的銷售額在英國的第二週下降了84％，成為該國第九暢銷的遊戲。根據市場研究The NPD Group的數據，在美國，它是2016年3月在實體零售商中銷售的第三暢銷遊戲。

## 評價
Metacritic在評論《薩爾達傳說 黃昏公主HD》上評分為86/100，表明“普遍有利”的評論。
2016年11月在金摇杆奖頒發了Nintendo年度最佳遊戲獎。

## 销量
《薩爾達傳說 黃昏公主HD》在日本發行的第一周內銷售了52,282份，在日本銷量榜中排名第二。接下來的一周，它在排行榜上排在第9位，再次銷售7,705份。截至2022年12月，本作在全球已售出117萬。

## 外部連結
- 官方网站